# Cordylanthus parviflorus
Cordylanthus parviflorus es una especie de planta Angiospermae en la familia Orobanchaceae. Es originaria del oeste de los Estados Unidos, donde crece en varios tipos de hábitat, incluida la estepa de artemisa de la Gran Cuenca. Se la encuentra en los estados de Arizona, California, Idaho, Nevada y Utah.

## Descripción
Es una hierba anual, de color rojo gris verdoso, y de textura peluda, glandular y pegajosa. Crece de 20 a 60 centímetros de altura. La inflorescencia lleva flores acompañadas de brácteas de color rojo verdoso peludas y lobuladas. La flor mide hasta 2 centímetros de largo, formada por una bolsa rosa con vetas oscuras envuelta en sépalos más oscuros.

## Taxonomía
Cordylanthus parviflorus fue descrita como tal por el botánico estadounidense Ira Loren Wiggins y la descripción publicada en la revista Contributions from the Dudley Herbarium 1(5): 174 en 1933.
Sinonimia
- Adenostegia parviflora Ferris, 1918 (basónimo)[4]
- Cordylanthus glandulosus Pennel & Clokey, 1938[4]

## Estado de conservación
En California se la ha clasificado como en la categoría 2B.3: Plantas raras, amenazadas o en peligro de extinción en California, pero más comunes en otros lugares; no muy amenazada en California.